# L'Espagnole anglaise

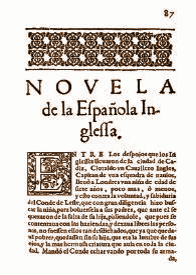
Première page de l'édition originale.

L’Espagnole anglaise est un récit sous forme de roman byzantin de Miguel de Cervantes publié en 1613. Il fait partie des douze Nouvelles exemplaires écrites entre 1590 et 1612.

## Synopsis
Cervantès reprend dans cette nouvelle le thème de l'enlèvement des personnes et de leur liberté : l'enlèvement d'Isabela par les Anglais à Cadix, et la capture de Ricadero par les Turcs. La nouvelle est l'histoire de leur rapatriement géographique et religieux, le retour d'Isabela à ses vrais parents et la réunion des jeunes amants à la fin du récit.
L'histoire commence par un acte d'autorité de Clotaldo, le père de Ricaredo qui emmène Isabela à Londres. Clotaldo et sa famille sont en secret des Catholiques vivant en Angleterre protestante. Les deux jeunes gens tombent alors amoureux l'un de l'autre alors que le père de Ricaredo a décidé de le marier avec une Écossaise. Commence alors une succession de séparations entre les deux jeunes gens. Ricaredo doit partir dans une expédition avec le baron de Lansac pour montrer sa valeur et revenir offrir des bijoux à la reine. La mère d'un autre jeune homme, lui aussi tombé amoureux d'Isabela, décide d'empoisonner celle-ci parce que la reine (Élisabeth Ire d'Angleterre) ne l'autorise pas à épouser son fils. Elle n'y parvient pas mais la défigure horriblement. Cependant, Ricaredo toujours amoureux, décide de quitter l'Angleterre pour l'Italie afin de ne pas épouser l'Écossaise. Isabela retourne en Espagne avec ses parents afin de se remettre des effets du poison et de retrouver la santé. Ricaredo lui a dit de l'attendre deux ans mais il est emprisonné à Alger, captif des Turcs, pendant cette période. Il revient à Séville juste à temps pour l'empêcher de prendre le voile et les deux se marient.

## Adaptation
En 2015, la chaîne publique TVE sort un téléfilm adaptée de la nouvelle de Cervantes à l'occasion des 400 ans de sa disparition.